# Alan Dawa Dolma

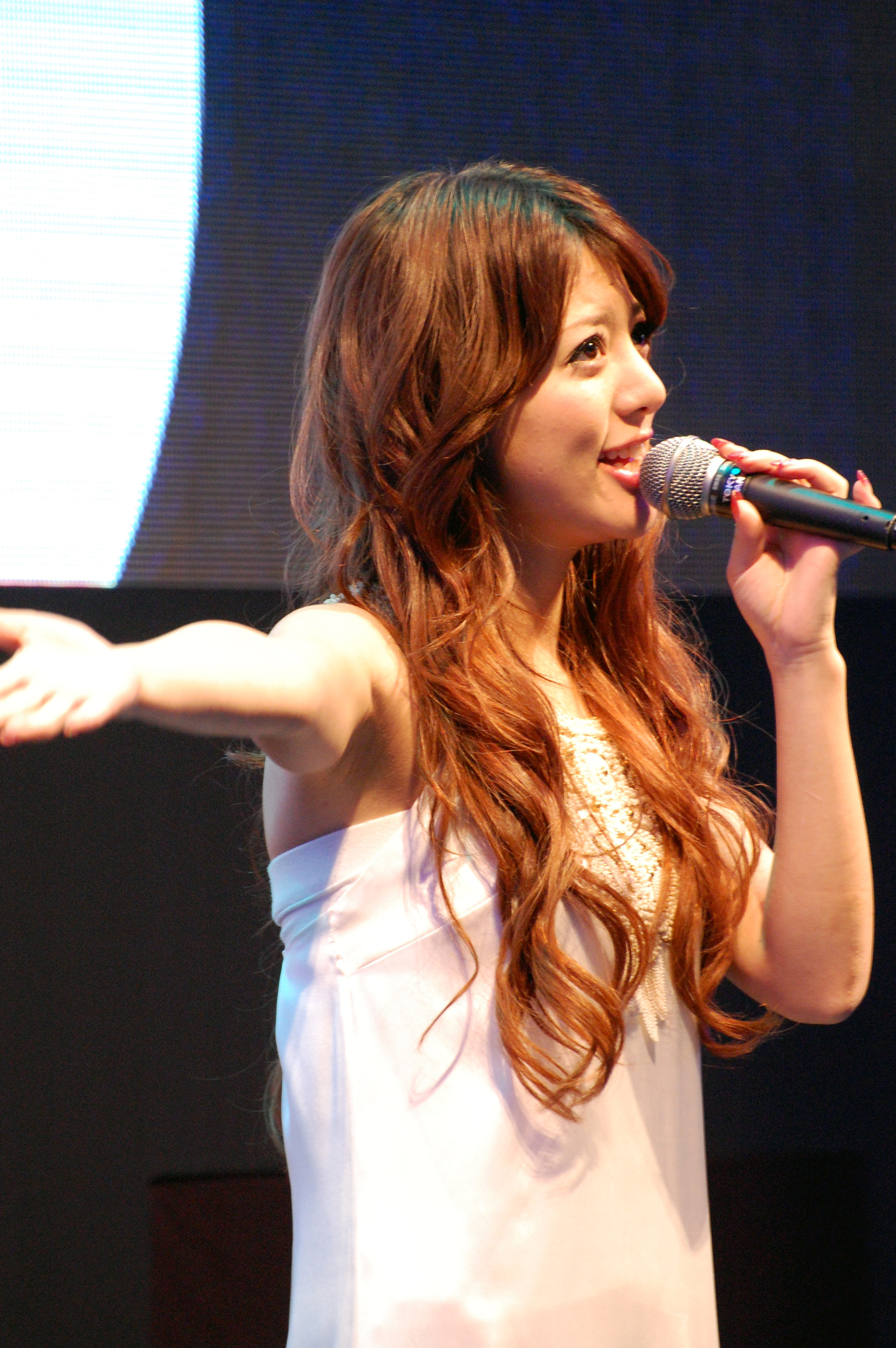
Alan Dawa Dolma (2008)

Alan Dawa Dolma (* 25. Juli 1987 in Kangding), mit dem Künstlernamen „alan“, ist eine tibetisch-chinesische Sängerin, die in der japanischen und chinesischen Musikindustrie aktiv ist. Entdeckt wurde sie 2006 von Avex Trax, während eines Vorsingens in China. Im November 2007 hatte sie ihr Debüt in Japan mit Ashita e no Sanka. Ihr Produzent und Hauptkomponist ist Kazuhito Kikuchi.
Im Jahr 2009 erreichte ihre Single Kuon No Kawa Platz 3 der Oricon-Charts, die höchste Position, die eine Sängerin aus China je erreichte. Nach Veröffentlichung ihres Greatest hits Album Japan Premium Best verfolgt sie seit 2012 ihre Karriere in China.

## Biografie

### 1987–2002: Kindheit
Alan wurde in Kangding geboren, wuchs aber bei ihren Großeltern in der Nähe von Danba auf. Der Name „Dawa Dolma“ heißt „Mondgöttin“ auf Tibetanisch. Alans Vater war ein Beamter, ihre Mutter eine Sängerin. Alan begann früh die Erhu zu spielen und verließ 1997 ihre Heimatstadt, um auf die Affiliated Middle & High School der Sichuan Conservatory of Music in Chengdu zu gehen.

### 2002–2006: Karrierebeginn,Sheng Sheng Zui Ru Lanund Entdeckung
Im Jahr 2003 wurde sie in die PLA Academy of Art in Peking aufgenommen. Mit einer Gruppe Mädchen trat sie 2006 in der Nähe von Kairo auf, wobei sie die Erhu spielte. Während dieser Zeit, war Alan außerdem als Sängerin in China tätig. Im Jahr 2005 kam ihr erstes chinesisches Album heraus, „Sheng Sheng Zui Ru Lan (声声醉如兰)“, mit Covern von Liedern anderer chinesischer Künstler. Später wurde das Album dreimal mit abweichender Tracklist wieder veröffentlicht. Im April 2006 nahm sie an einen Vorsingen vom japanischen Label Avex Trax teil, wo sie als Gewinnerin von 40,000 Teilnehmer vorherging. Ein Jahr später machte sie ihren Abschluss an der PLA Academy of Art und unterzeichnete einen Plattenvertrag bei Avex Trax.

### 2007–2009:Voice of EarthundXin De Dongfang
Im November 2007 wurde ihre japanische Debütsingle „Ashita e no Sanka“ (明日への讃歌), veröffentlicht, welche Platz 69 in den Oricon-Charts erreichte. 3 Monate später folgte ihre zweite Single „Hitotsu( ひとつ)“. Im Mai 2008 erschien die digitale Single „Shiawase no Kane (幸せの鐘)“, wovon die Einnahmen für die Opfer des Sichuan Erdbeben gespendet wurden. Von Juli bis November 2008 veröffentlichte Alan die Singles „Natsukashii Mirai ~longing future~ (懐かしい未来)“, „Sora Uta (空歌)“, „Kaze no Tegami (風の手紙)“, „RED CLIFF ~Shin.Sen~ (心・戦)“ und „Megumi no Ame (恵みの雨)“, welche die japanischen Elemente repräsentieren. „RED CLIFF“ wurde als Opening Song für den gleichnamigen Film verwendet. Im Februar 2009 folgte ihre achte Single „Gunjou no Tani (群青の谷)“. Am 4. März 2009 erschien Alans japanisches Debütalbum „Voice of Earth“, welches Platz 15 in den Oricon-Charts erreichte und sich über 23,000 Mal verkaufte. Ihre im April 2009 veröffentlichte neunte Single „Kuon no Kawa (久遠の河)“, erreichte Platz 3 in den Oricon-Charts, welches die höchste Platzierung einer weiblichen chinesischen Künstlerin darstellt. Ebenfalls wurde „Kuon no Kawa“ als Opening Song für den zweiten Teil von RED CLIFF verwendet. Im Juli des gleichen Jahres folgte die Veröffentlichung ihres chinesischen Debütalbums „Xīn De Dōngfāng (心的東方)“.

### 2009–2011:My LifeundJapan Premium Best & More
Im September und November 2009 folgten ihre zehnte und elfte Single „BALLAD ~Namonaki Koi no Uta~ (名もなき恋のうた)“ und „Swear“. Am 25. November 2009 wurde ihr zweites japanisches Studioalbum my life veröffentlicht, welches Platz 16 erreichte und sich über 23,000 Mal verkaufte. Im Jänner 2010 gab sie ihr erstes Konzert in Tokyo. Eine Live-DVD wurde unter dem Titel alan 1st concert -voice of you- in TOKYO 2010.01.24 im März 2010 veröffentlicht. Im April 2010 erschien ihr erstes chinesisches Mini-Album Lán Sè ~Love Moon Light~ (兰色 / 蘭色). Nach einer Reihe von Singleveröffentlichungen (Diamond / Over the clouds, Kaze ni Mukau Hana (風に向かう花), Kanashimi wa Yuki ni Nemuru (悲しみは雪に眠る) und Ai wa Chikara (愛は力) mit Fukui Kei) folgte am 2. März 2011 Alans erstes Kompilation Album Japan Premium Best & More , welches Platz 15 erreichte und sich über 15,000 Mal verkaufte. Im Juni des gleichen Jahres veröffentlichte sie die Single „Minna de ne ~PANDA with Candy BEAR's~ / „Ikiru“ (みんなでね~PANDA with Candy BEAR's~/「生きる」)“. Am 31. Juli 2011 gab sie ein weiteres Konzert in Tokyo, wo sie gleichzeitig bekannt gab, ihre Karriere nach China zu verlegen. Das Konzert wurde im Dezember 2011 unter dem Namen alan JAPAN PREMIUM BEST & MORE LIVE 2011 als Live-DVD veröffentlicht.

### 2012–2015:Love Song, Mo Lanund Rückkehr nach Japan
Im Juni 2012 veröffentlichte Alan ihr zweites chinesisches Studio-Album Love Song, welches auch über eine japanische Version des Titelsongs verfügt. Im Sommer 2013 kündigte sie auf Twitter an, eine neue Single in Japan zu veröffentlichen. Diese wurde unter dem Titel „DREAM EXPRESS ~Mugen Kukan Cho Tokkyu~ (夢現空間超特急)“ am 21. August 2013 veröffentlicht. Im Sommer 2014 folgte ihr drittes chinesisches Studio-Album Mò Lán (驀蘭). Zum Jahresende gab sie zwei Konzerte in Tokyo. Im März folgte die Live-DVD alan symphony 2014. Am 6. November 2015 folgte Alans siebzehnte japanische Single „Michishirube (道標)“. Bereits im März wurde die Single digital veröffentlicht.

### Seit 2016: Rückkehr nach China,Shíniànund我想好好愛你
Nach einer Reihe weiter Singles veröffentlichte sie im Dezember 2017 ihr viertes chinesisches Studio-Album Shíniàn (十念). Von 2017 bis 2021 veröffentlichte sie mehrere Singles auf Chinesisch. Im September 2021 erschien die EP 我想好好愛你.

## Trivia
- Alan ist bekannt für den „Tibetan wail“, in welchem sie hohe Noten für längerer Zeit halten kann.[38]
- Neben Japanisch und Mandarin singt sie auch in ihrer Muttersprache Tibetisch.[39]
- Neben Erhu beherrscht sie auch Klavier.[40]
- Alan tritt auch als Songwriterin und Komponistin in Erscheinung, so schrieb sie „Together“ von Voice of Earth und komponierte ein Großteil der Songs auf my life.[41][42]
- Ihre Lieder befassen sich mit den Themen Liebe und Frieden.[43]

## Diskografie

### Studioalben
| Jahr              | Titel                                           | Höchstplatzierung, Gesamtwochen, AuszeichnungChartsChartplatzierungen (Jahr, Titel, Platzierungen, Wochen, Auszeichnungen, Anmerkungen) | Anmerkungen                                    |
| Jahr              | Titel                                           | JP | Anmerkungen                                    |
| ----------------- | ----------------------------------------------- | --- | ---------------------------------------------- |
| Japanische Alben  |                                                 | |                                                |
|                   |                                                 | |                                                |
| 2009              | Voice Of Earth                                  | JP15 (15 Wo.)JP | Erstveröffentlichung: 4. März 2009             |
| 2009              | My Life                                         | JP16 (7 Wo.)JP | Erstveröffentlichung: 25. November 2009        |
| 2011              | Japan Premium Best & More                       | JP15 (6 Wo.)JP | Erstveröffentlichung: 2. März 2011 Kompilation |
| Chinesische Alben |                                                 | |                                                |
|                   |                                                 | |                                                |
| 2005              | Sheng Sheng Zui Ru Lan                          | — | Erstveröffentlichung: 12. August 2005          |
| 2009              | Xin De Dong Fang                                | — | Erstveröffentlichung: 10. Juli 2009            |
| 2010              | Lan Se: Love Moon Light (蘭色~Love Moon Light~) | — | Erstveröffentlichung: 16. April 2010 EP        |
| 2012              | Love Song                                       | — | Erstveröffentlichung: 18. Juni 2012            |
| 2014              | Mo Lan (驀蘭)                                   | — | Erstveröffentlichung: 15. Juli 2014            |
| 2017              | Shi Nian (十念)                                 | — | Erstveröffentlichung: 24. November 2017        |
| 2021              | 我想好好愛你                                    | — | Erstveröffentlichung: 2021                     |

### Singles
| Jahr               | Titel Album                                           | Höchstplatzierung, Gesamtwochen, AuszeichnungChartsChartplatzierungen (Jahr, Titel, Album, Platzierungen, Wochen, Auszeichnungen, Anmerkungen) | Anmerkungen                              |
| Jahr               | Titel Album                                           | JP | Anmerkungen                              |
| ------------------ | ----------------------------------------------------- | --- | ---------------------------------------- |
| Japanische Singles |                                                       | |                                          |
|                    |                                                       | |                                          |
| 2007               | Ashita e no Sanka Voice of Earth                      | — | Erstveröffentlichung: 21. November 2007  |
| 2008               | Hitotsu Voice of Earth                                | — | Erstveröffentlichung: 5. März 2008       |
| 2008               | Natsukashii Mirai (Longing Future) Voice of Earth     | JP19 (6 Wo.)JP | Erstveröffentlichung: 2. Juli 2008       |
| 2008               | Sora Uta Voice of Earth                               | JP34 (4 Wo.)JP | Erstveröffentlichung: 13. August 2008    |
| 2008               | Kaze No Tegami Voice of Earth                         | JP34 (3 Wo.)JP | Erstveröffentlichung: 10. September 2008 |
| 2008               | Red Cliff (Shin-Sen) Voice of Earth                   | JP23 (10 Wo.)JP | Erstveröffentlichung: 15. Oktober 2008   |
| 2008               | Megumi No Ame Voice of Earth                          | JP30 (3 Wo.)JP | Erstveröffentlichung: 12. November 2008  |
| 2009               | Gunjō No Tani Voice of Earth                          | JP30 Gold (Mobile Downloads) · (3 Wo.)JP | Erstveröffentlichung: 4. Februar 2009    |
| 2009               | Kuon No Kawa My Life                                  | JP3 (13 Wo.)JP | Erstveröffentlichung: 8. April 2009      |
| 2009               | Ballad (Namonaki Koi No Uta) My Life                  | JP11 Gold (Digital) · (7 Wo.)JP | Erstveröffentlichung: 2. September 2009  |
| 2009               | Swear My Life                                         | JP35 (3 Wo.)JP | Erstveröffentlichung: 4. November 2009   |
| 2010               | Diamond / Over the clouds Japan Premium Best & More   | JP20 Gold (Digital) · (7 Wo.)JP | Erstveröffentlichung: 3. Februar 2010    |
| 2010               | Kaze Ni Mukau Hana Japan Premium Best & More          | JP17 (3 Wo.)JP | Erstveröffentlichung: 7. Juli 2010       |
| 2010               | Kanashimi Wa Yuki Ni Nemuru Japan Premium Best & More | JP20 (4 Wo.)JP | Erstveröffentlichung: 13. Oktober 2010   |
| 2011               | Minna dene – Panda with Candy Bear’s – / Ikiru –      | JP25 (2 Wo.)JP | Erstveröffentlichung: 29. Juni 2011      |
| 2013               | Dream Express ~Mugen Kukan Cho Tokkyu~ –              | — | Erstveröffentlichung: 21. August 2013    |

### Digitale Japanische Singles
| Jahr | Titel                        |
| ---- | ---------------------------- |
| 2008 | Shiawase No Kane             |
| 2009 | Liberty                      |
| 2010 | Happy Birthday to You / alan |
| 2015 | The Lost Eden                |
| 2015 | Michishirube (道標)          |

### Digitale Chinesische Singles
| Jahr | Titel                              |
| ---- | ---------------------------------- |
| 2008 | Ai Jiu Shi Shou                    |
| 2008 | Jia You! Ni You Me! (mit Wei Chen) |
| 2009 | Chi Bi: Da Jiang Dong Qu           |
| 2011 | Huhuan (呼唤)                      |
| 2011 | Yinghua De Yanlei (樱花的眼泪)     |
| 2011 | Wo Huilaile (我回来了)             |
| 2014 | 为爱成魔                           |
| 2014 | 遥远的重逢                         |
| 2014 | 真爱无双                           |
| 2015 | 一梦千寻                           |
| 2016 | 霸道天下                           |
| 2016 | 心花                               |
| 2016 | 唱给天空听                         |
| 2016 | 一朵雲                             |
| 2016 | 上师祈祷文                         |
| 2017 | 兰之乐光                           |
| 2017 | 幻梦                               |
| 2017 | 不负人间                           |
| 2017 | 龙女                               |
| 2017 | 热血三国                           |
| 2017 | 做个磨人的小妖精                   |
| 2017 | 美人谷                             |
| 2017 | Time Goes By                       |
| 2017 | 乐此不疲                           |
| 2017 | 赌注                               |
| 2017 | 有你真好                           |
| 2018 | 吉祥三聚                           |
| 2018 | 转念                               |
| 2018 | 离兮                               |
| 2018 | 拈花笑                             |
| 2018 | 好热好热                           |
| 2018 | 桃花缘                             |
| 2018 | 叹相思                             |
| 2019 | 天涯寄北                           |
| 2019 | 最完美的分手                       |
| 2019 | 白衣的天使                         |
| 2019 | 朝暮                               |
| 2019 | 远飞的大雁                         |
| 2019 | 等爱                               |
| 2019 | 冰之翼                             |
| 2019 | 熊猫侠                             |
| 2019 | 夢中的圖瓦盧                       |
| 2019 | 追求                               |
| 2020 | 新年好                             |
| 2020 | 每一滴泪是一颗星                   |
| 2020 | 星灯                               |
| 2020 | 无相                               |
| 2020 | 情缘                               |
| 2020 | 晚                                 |
| 2020 | 不忘相思                           |
| 2020 | 布达拉宫                           |